# Беззубцев, Константин Александрович

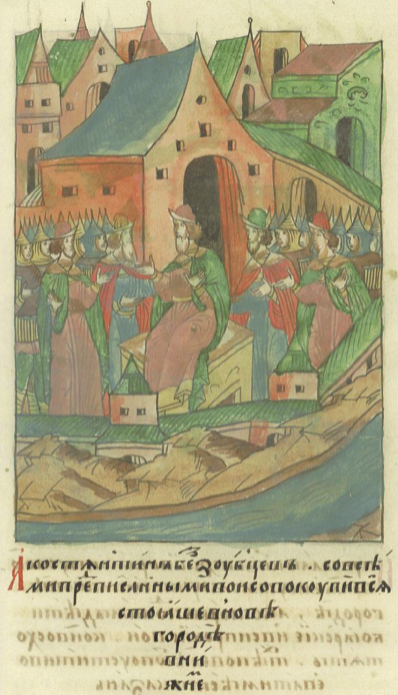
Бояин Константин Александрович Беззубцев

Константин Александрович Беззубцев  — воевода на службе у московских князей Василия II и Ивана III. Один из представителей дворянского рода Беззубцевых, многие представители которых несли военную службу. Сын воеводы Александра Беззубца и внук боярина Фёдора Кошки. Двоюродный дядя Ивана III.
В 1450 году, возглавляя Коломенский полк, вместе с татарским царевичем Касимом разбил татар Меулым-Берды в битве на реке Битюг. В 1469 году возглавлял ополчение, которое отправлялось на судах на Казань против хана Ибрагима. Имел пятерых сыновей: Фёдора, Андрея Шеремета, Семёна Епанчу, Михаила и Александра Сову.